# Изворы (Сынжерейский район)
Изворы (рум. Izvoare, Извоаре) — село в Сынжерейском районе Молдавии. Является административным центром коммуны Изворы, включающей также село Валя-Норокулуй.

## История
Поселение возникло как населённый пункт совхоза «Бельцкий». 11 июня 1964 года поселению присвоен статус села и название Озёрное. 22 января 1992 года постановлением правительства Республики Молдова № 882 село переименовано в Извоаре.

## География
Село расположено на высоте 141 метров над уровнем моря.

## Население
По данным переписи населения 2004 года, в селе Извоаре проживает 482 человека (236 мужчин, 246 женщин).
Этнический состав села:
| Национальность | Число жителей | Процентный состав |
| -------------- | ------------- | ----------------- |
| молдаване      | 391           | 81.12             |
| украинцы       | 45            | 9.34              |
| русские        | 41            | 8.51              |
| болгары        | 2             | 0.41              |
| прочие         | 3             | 0.62              |
| Всего          | 482           | 100%              |